# Bovenkarspel
Bovenkarspel ist ein Ortsteil und zugleich Sitz der Gemeindeverwaltung der Gemeinde Stede Broec in der niederländischen Provinz Nordholland. Bis 1979 war es eine eigenständige Gemeinde in der Region West-Friesland.

## Persönlichkeiten
- Cor Dekker (* 1990), norwegischer Dartspieler
- Nina Buysman (* 1997), Radrennfahrerin